# Zdrowienie
Zdrowienie – obróbka cieplna polegająca na przynajmniej częściowym przywróceniu właściwości fizycznych lub mechanicznych przerobionych plastycznie na zimno stopów żelaza, bez widocznych modyfikacji struktury. Realizowana jest poniżej temperatury rekrystalizacji.
Jeden z etapów przemian zachodzących przy nagrzewaniu lub wygrzewaniu wcześniej odkształconego plastycznie materiału w temperaturze niższej od temperatury rekrystalizacji. Zdrowienie objawia się zmniejszeniem koncentracji defektów punktowych w wyniku ich anihilacji i dyfuzji.
Proces zdrowienia jest konkurencyjnym usuwaniem defektów sieci krystalicznej wobec rekrystalizacji. W trakcie jego zachodzenia gęstość dyslokacji w odkształconym materiale stopniowo maleje, aż do momentu wystąpienia rekrystalizacji, a w pewnych warunkach do pełnego usunięcia skutków umocnienia plastycznego bez zajścia rekrystalizacji.
Podczas tego procesu dyslokacje tworzą konfiguracje przestrzenne o znacznie mniejszej energii w porównaniu z energią dyslokacji rozmieszczonych chaotycznie. Z czasem wygrzewania gęstość dyslokacji w splotach wewnątrz komórek maleje i przekształca się w strukturę podziarn z dyslokacyjnymi granicami małego kąta. Proces kształtowania się podziarn nazywany jest poligonizacją, czyli zdrowieniem wysokotemperaturowym. Spadek koncentracji defektów sieci powoduje odnowienie niektórych własności materiału oraz w wyniku zmniejszenia się naprężeń wewnętrznych uwolniona zostaje część energii zmagazynowanej podczas odkształcenia plastycznego. Zdrowienie prowadzi do częściowego zaniku dyslokacji poprzez stworzenie warunków umożliwiających tzw. anihilację dyslokacji o przeciwnych znakach, leżących w równoległych płaszczyznach poślizgu. Powoduje to zmiany rozkładu dyslokacji, którego efektem jest znoszenie się pól naprężeń sprężystych. Zdrowienie bazuje na zjawisku samodyfuzji danych substancji.
Wystąpienie samodzielnego procesu zdrowienia zwiększa zastosowanie małego stopnia odkształcenia, niskiej temperatury wyżarzania oraz obecności drobnodyspersyjnych cząstek drugiej fazy w materiale.